# قاراقاشلی (ایمیشلی)
قاراقاشلی (به ترکی آذربایجانی: Qaraqaşlı) یک منطقه مسکونی در جمهوری آذربایجان است که در شهرستان ایمیشلی واقع شده است. قاراقاشلی ۱۲۹۸ نفر جمعیت دارد.